# 陳文恩
陳文恩（1903年1月28日—約2002年），筆名文郎（Văn Lang），越南政治人物，高臺教徒。陳文恩是越南復國同盟會、越南人民革命黨、越南國家獨立黨等黨派的主要成員。越南第一共和國時期，陳文恩曾遭到吳廷琰政府逮捕並被判處死刑，關押在監獄中，直到吳氏兄弟被殺害後才被釋放。越南第二共和國時期，陳文恩曾先後擔任潘輝括政府的招撫部部長和國家領導委員會委員。

## 生平
1903年1月28日，陳文恩出生於龍川省禿衂郡定安村。
1963年11月政變後，陳文恩被轉移至志和監獄，直到第二年1月底阮慶發動政變後，陳文恩才於次月被釋放。

## 出版物
陳文恩出版或編輯了多份報刊：:29-30
- 《越南學生報》
- 《南國火炬》（Đuốc nhà Nam）
- 《東洋報》（La Tribune Indochinoise）
- 《興越》（Hưng Việt）
- 《群眾》（Quần chúng）
- 《新民》（Dân mới）
- 《讀閱全球》（Đọc thấy vòng quanh thế giới ）
- 《新生活》（Đời mới）
- 《萬幸》雜誌

## 個人生活
陳文恩是高臺教徒，已婚，有至少五個子女。:28
陳文恩年輕時曾在汕頭居住過三年，在此期間學習了漢語和英語，以及客家話、潮州話和粵語等方言。1967年陳文恩訪問臺灣時，中央社報道稱他精通漢文且會說粵語。